# Black Panther: The Album
Pour les articles homonymes, voir Black Panther.
Albums de Kendrick Lamar
Damn
(2017) Mr. Morale & the Big Steppers
(2022)
Singles
1. All the Stars
Sortie : 4 janvier 2018
2. King's Dead
Sortie : 11 janvier 2018
3. Pray for Me
Sortie : 2 février 2018

Black Panther: The Album est un album produit par Kendrick Lamar contenant de nombreux autres artistes. Sorti le 9 février 2018, et atteignant la première place du Billboard 200, il constitue la bande originale du film Black Panther de Marvel Studios, en complément de l'album des compositions originales de Ludwig Göransson. L'album a été salué par de nombreuses critiques comme un repère pour les bandes originales de films en raison de ses idées et ses paroles. Néanmoins, pour certains le travail de Lamar sur cet album est moins important en comparaison de ses albums solos. Le single King's Dead extrait de l'album a remporté un Grammy.

## Contexte
Ryan Coogler, le réalisateur du film Black Panther avait déjà rencontré Kendrick Lamar et Anthony Tiffith de Top Dawg Entertainment pour discuter de leur travail respectif et de la possibilité de collaborer à un projet. Coogler voulait que Black Panther inclue des chansons originales de Lamar, une idée que Marvel soutenait, et a approché le musicien avec des images du film après que Lamar ait terminé son album DAMN. Lamar et le producteur Sounwave ont été "attirés par la scène d'ouverture et le message profond que ce film disait". Ils voulaient faire correspondre l'énergie et les émotions brutes du film, mais pensaient que ce serait difficile avec les quelques chansons que Coogler avait demandées et ont plutôt décidé de créer un album complet. La bande sonore comprend des chansons qui sont entendues dans le film ainsi que d'autres qui s'en inspirent.

## Développement et production
Les réflexions de Coogler sur la bande sonore de l'album s'inspirent de celles des films des années 1990, où "les artistes s'inspireraient des thèmes [du film] et faisaient de la musique inspirée de ces thèmes". L'objectif de Coogler pour le film était d'explorer "ce que signifie être Africain", et il sentait que les thèmes artistiques de Lamar s'alignaient sur cet objectif. Sounwave louait Marvel pour avoir donné à Top Dawg Entertainment le contrôle créatif de l'album et pour la décision initiale de Coogler de combiner le personnage Black Panther avec la musique de Lamar. Il a dit que le film se déroule dans les temps modernes plutôt qu'à l'époque où le personnage a été initié à la bande dessinée, ainsi Sounwave et Lamar voulaient "que toute la bande sonore soit comme ça aussi. Je pense que c'était un mariage parfait". Parmi les moments spécifiques où les dernières chansons de l'album se croisent avec le film, il y a le titre éponyme de l'album, qui comprend des tambours africains et Lamar chantant le poids d'être roi, ainsi que la chanson Seasons, qui comprend des vers chantés en langue Zouloue.
Sounwave a expliqué que l'album était différent du travail que Lamar et lui avaient l'habitude de faire étant donné qu'ils suivaient l'histoire du film plutôt que de créer leur propre histoire. Il a dit que cela leur permettait de "puiser dans des éléments qu'ils ne feraient pas normalement". Il y avait aussi une limite de temps stricte quant à la durée de l'album étant donné le calendrier de sortie du film, ils ont donc commencé à travailler dessus pendant que Lamar effectuait sa tournée The Damn Tour en août 2017. Pendant le temps qu'ils passaient dans le bus du studio à se déplacer d'une représentation à l'autre, Sounwave et Lamar cherchaient "la production, les hooks et les idées" pour l'album,. Sounwave a estimé qu'environ 80 % de l'album était terminé à la fin de la tournée. Le travail de finition des chansons a commencé le mois suivant, avec des artistes individuels sélectionnés pour collaborer sur des chansons spécifiques. Sounwave décrit ces deux mois comme les plus importants de l'album,. Certaines chansons prévues pendant la tournée, dont plusieurs destinées à des artistes aux "grands noms", n'ont finalement pas été produites parce qu'elles ne correspondaient pas au concept général de l'album ou n'ont pu être achevées dans les délais.
Lamar a teasé son implication pour l'album dans le clip vidéo de son single LOVE. à la fin du mois de décembre 2017, avec un clap indiquant "La bande-son de B.Panther bientôt". Après avoir terminé le travail sur l'album, Lamar a félicité les producteurs et les artistes qui l'ont accompagné pour lui avoir permis "d'exécuter un son pour la bande-son". Il a ajouté: "Le concept de produire et de composer un projet autre que le mien a toujours été idéal", déclarant qu'il a apprécié l'expérience. Coogler a le sentiment que l'album est toujours lié au film, mais est également devenu "plus que cela" et constitue la propre œuvre d'art de Lamar, qui peut être appréciée séparément. Il a noté que de nombreux artistes ayant collaboré à la bande originale l'ont fait sans savoir ce que le film était, acceptant de travailler avec Lamar plutôt que de faire un lien avec Black Panther.

### Collaborations
Coogler a discuté avec Lamar des personnes qu'il souhaitait voir participer à l'album, et bon nombre des noms qu'il a mentionné étaient des artistes avec lesquels Lamar avait déjà travaillé ou dont il avait entendu parler auparavant. Les artistes finalement impliqués dans les chansons ont été choisis pour leur correspondance avec les différentes "esthétiques et vibes" recherchés pour chaque chanson, et comprenaient la plupart des artistes de Top Dawg Entertainment. Coogler décrit la liste des artistes comme "hallucinante". Un groupe particulièrement important pour Coogler était SOB x RBE, qui vient de la région de la baie de San Francisco où Coogler a grandi. SOB x RBE avait été approché par le directeur de Lamar, Dave Free, et avait trouvé que Lamar avait fait de nombreuses recherches sur le groupe. Lamar avait déjà écrit une introduction pour leur chanson, laissant les membres du groupe écrire leurs propres couplets et les interpréter. Lamar a contacté le chanteur Khalid alors qu'il jouait avec Lorde en Norvège, et lui a demandé s'il voulait travailler sur ce projet. La chanson pour laquelle Khalid a été choisi, The Ways, a été écrite par Lamar et Swae Lee comme une ode aux personnages féminins forts du film. Khalid l'appelait "une reconnaissance et une appréciation du nombre de femmes fortes au sein du conseil d'administration - des femmes de couleur, en particulier - qui sont l'épine dorsale de tout... J'ai la chance d'avoir ma propre mère super-héros qui m'a inspirée". Après une première rencontre avec Lamar, Jorja Smith a dû chanter sur un rythme que Lamar avait écrit avec Sounwave jusqu'à ce que Lamar sente qu'il conviendrait. Il a ensuite travaillé avec Smith pour écrire I Am sur une session de quatre heures.
Plusieurs artistes sud-africains ont travaillé sur l'album, dont Babes Wodumo, Sjava, Yugen Blakrok, et Saudi. Sounwave explique que Lamar et lui ont passé des mois à écouter une playlist de musique sud-africaine en préparation de la production de l'album parce qu'ils voulaient "aller dans leur monde pour obtenir un son organique, sonore et émotionnel". Par la suite, ils sont devenus fans de cette musique. Sjava a accepté de rejoindre l'album parce qu'il voulait personnellement travailler avec Lamar, mais aussi parce que "cela allait aider à inspirer la nation et le continent entier". Saudi a dit que dans son art, il "a choisi de défendre et de représenter pleinement son ethnicité et son origine", et était fier de continuer dans cette voie pour "une chanson de la bande originale du premier film de super-héros noir le plus attendu". Avec le succès que connaîtra sa chanson grâce à la sortie de l'album Black Panther, Saudi ajoute que "ce n'était pas censé se passer comme ça ; on m'a dit que je ne plairais pas à un public international, mais je suis ici. Je suis si reconnaissante". De plus, Göransson a travaillé avec Lamar et Sounwave pendant le processus de réalisation du film, passant du temps avec eux dans leur studio pour créer des "extraits collaboratifs" pour tout le film. Il a contribué à la chanson Opps qui est jouée lors d'une poursuite en voiture dans le film. Coogler a fait l'éloge de cette collaboration, en particulier de la façon dont Göransson a réussi à tisser des éléments des chansons de Lamar "dans et hors des choses orchestrales qu'il faisait déjà". Sounwave a noté que c'était un défi d'équilibrer les différents styles d'artistes sur l'album, comme les "beats kérosènes" de SOB x RBE ou encore avec ceux de Vince Staples, rappeur afrofuturiste, tout en restant cohérent avec le travail précédent de Lamar et aussi accessible à tous ceux qui pourraient aller au cinéma.

## Sortie

### Singles
Le 4 janvier 2018, Lamar sort le premier extrait de son album All the Stars, dans lequel il collabore avec SZA, autre artiste de Top Dawg. Peu de temps après, une nouvelle bande-annonce du film présentait Opps de Lamar et Vince Staples. Une deuxième chanson de Lamar avec Jay Rock, Future et James Blake intitulée King's Dead est sortie plus tard dans le mois. Le 2 février, Pray for Me de Lamar et The Weeknd sort comme troisième single de l'album.

### Black Panther: The Album
La bande originale de Lamar est sortie sous le nom de Black Panther: The Album le 9 février 2018. Les artworks de l'album ont été réalisés par Nikolas A. Draper-Ivey, un artiste connu sur internet pour ses fan art basé sur la propriété intellectuelle Disney comme Black Panther et Spider-Man. Draper-Ivey a été surpris lorsqu'il a été approché par Interscope Records pour fournir les illustrations de l'album, mais il a été enthousiasmé à l'idée de se joindre au projet et a produit une première maquette en une journée. Il a ensuite peaufiné la pièce avec l'aide du studio et a noté qu'elle était beaucoup plus minimaliste que son travail habituel, en mettant l'accent sur la puissance plutôt que sur l'exagération. Une version vinyle de l'album est sortie au début de mai 2018.

## Accueil

### Performance commerciale
La bande originale a fait ses débuts en première position sur le US Billboard 200 avec 154 000 unités d'album équivalentes, dont 52 000 provenant des ventes d'albums pures. L'album est resté au premier rang au cours de sa deuxième semaine, avec 131 000 unités d'album équivalentes et 40 000 provenant des ventes d'albums pures.

### Critique
Metacritic, qui utilise une moyenne pondérée, a attribué une note de 80 sur 100 sur la base de 14 critiques, indiquant des " avis généralement favorables ". Matt Miller, d'Esquire, a déclaré que l'album était "un moment époustouflant dans l'histoire du cinéma... un jalon absolu", estimant que "le fait que ces sujets puissent même être abordés sur une plate-forme [Disney] comme celle-ci semble indiquer que des progrès pourraient être possibles". Clayton Purdom de l'A.V. Club a estimé que la bande originale de Black Panther était l'un des meilleurs albums de rap jusqu'à présent en 2018, estimant que les chansons individuelles " jouent la sécurité, mais pas le projet lui-même, un effort audacieux d'énergie d'un des musiciens les plus universellement révérés de la planète... l'album ne nécessite pas le film ; il fonctionne par lui-même ". Il l'a comparé à d'autres bandes sonores d'artistes pour des films comme Tron : Legacy, Coffy et 8 Mile.  En écrivant pour Vice, Robert Christgau a qualifié la musique de "pop-rap expérimental sournoisement" et a crédité Lamar de "marquer chaque [chanson] d'un couplet, d'un refrain ou d'un hook défini par le moindre régal des grands flux rap, sans se lamenter et en faisant compter chaque mot".
Andy Kellman a donné quatre étoiles sur cinq à la bande originale pour AllMusic, la qualifiant de "convergence sans précédent de l'industrie cinématographique grand public avec un musicien sans compromis qui prospère sur les plans commercial et artistique". Il a noté que " la majorité des invités ont de toute évidence abordé cet album comme un album de Kendrick Lamar, et non comme une bande sonore. Black Panther: The Album sert bien les deux objectifs." Larry Bartleet a également donné quatre étoiles à l'album dans sa critique pour NME. Bartleet l'a appelé le nouvel étalon-or pour les bandes sonores de Marvel, et a dit qu'il était difficile de choisir un moment qui se démarque. Il a souligné que les paroles de Lamar reflètent parfois le point de vue de T'Challa et d'autres fois celui de Killmonger, en accord avec la "compréhension empathique des perspectives des deux personnages" du film. Dans sa critique de l'album pour Pitchfork, Sheldon Pearce a dit qu'il "est finement accordé, conscient de son public, de ses objectifs et de ses enjeux", se sentant parfois alambiqué ou même générique mais finalement "tient ses promesses, tout comme le monde des comics qu'il occupe maintenant". Kathleen Johnston de GQ a qualifié l'album de digne d'être célébré, affirmant que ce qui lui manque "dans l'esthétisme sonore pur, il le compense plus que dans l'intention". Selon elle, les artistes sud-africains inclus dans la bande originale ont fait de la bande originale " une célébration à part entière du talent noir pan-continental[faisant écho] au message plus large du film, à savoir une représentation vraie et diverse, par opposition à un simple symbolisme ". Johnston a fait l'éloge de l'album, à côté du film, comme "l'ultime célébration de l'excellence noire". C'est un jalon historique dans la diversification de la culture populaire."
À Rolling Stone, Jody Rosen a trouvé que l'album était une entrée fascinante dans la discographie de Lamar. Rosen estime que les éléments de la mythologie de Black Panther qui ont été inclus dans la bande sonore sont "goofy", mais qu'ils s'alignent avec les thèmes des autres œuvres de Lamar, et loue également les artistes féminins telles que SZA, Jorja Smith, et Yugen Blakrok. Jon Parelis du New York Times a déclaré que tout le poids symbolique attaché au film s'étendait également à l'album, et a estimé que le produit était presque aussi dense en idées que les œuvres solo de Lamar. Parelis loue les efforts de Sounwave en tant que producteur de l'album, mais note que la majorité des artistes invités traitent leurs chansons comme de la musique californienne plutôt que comme de la musique africaine dans le film. Pour Thrillist, Dan Jackson dit que l'album n'est pas "un exercice de contrôle d'auteur comme la brillante et étrange bande originale de Batman de Prince, mais ce n'est pas non plus un album purement cynique. Jackson a fait l'éloge des moments forts et des segments consacrés à la perspective de Killmonger, mais a estimé qu'il pourrait être trop similaire aux albums précédents publiés par Top Dawg Entertainment en termes d'esthétique et a conclu qu'il y a "des limites à l'album et à l'audace du film". Alex Petridis du Guardian a qualifié la bande sonore de "production interstitielle agréable plutôt qu'essentielle", mais il a noté que cela pourrait être dû aux normes élevées fixées par les travaux antérieurs de Lamar. Il était persuadé que Lamar ne laissait pas le MCU "régner" sur son style, mais il pensait que l'album était moins cohérent que d'autres œuvres de Lamar.
Lawrence Burney a également écrit pour Vice, critiquant le nombre d'artistes non américains présents sur l'album, déplorant qu'il [l'album] aurait pu être "beaucoup plus" s'il avait représenté plus de communautés noires mondiales. Il a conclu qu'il y a lieu de se demander quel aurait été le résultat si Kendrick et le reste de TDE avaient remplacé James Blake et quelques rappeurs américains par des artistes comme la jamaïcaine Spice ou la brésilienne Karol Conká...". Il aurait pu faire une pièce musicale d'accompagnement tout aussi remarquable pour Black Panther. Mais si ces chances ne sont jamais prises, surtout avec des plateformes aussi grandes que Marvel en soutien, nous ne verrons peut-être pas ce qu'une rencontre artistique pourrait vraiment faire pour les relations diasporiques". Dustin Seibert se réjouit de la sortie de l'album, mais dans sa critique de l'album pour The Grio, il exprime sa déception, trouvant la plupart des chansons médiocres et critiquant en particulier le travail de soutien de Lamar qui, à son avis, a nui à certaines des interprétations des invitées. Seibert a également critiqué les paroles qu'il trouvait dégradantes pour les femmes, qu'il considérait comme en conflit avec les thèmes du film. Il a exprimé son espoir que le film lui-même soit meilleur que l'album de la bande originale.

### Impact sur l'industrie
La bande originale de Lamar, ainsi que celle du film The Greatest Showman (2017), a été nommée comme preuve d'une "renaissance de la bande sonore" avec un intérêt croissant du public pour les albums liés au cinéma. Kevin Weaver, président d'Atlantic Records, a déclaré que "lorsque la bonne musique est alignée sur le bon média, en particulier avec ces nouveaux moyens de distribution de la musique, principalement la diffusion en continu, cela crée un tout nouveau monde pour des bandes sonores qui n'existaient pas auparavant". Manny Smith, directeur d'Interscope Records, pense que Black Panther: The Album s'est démarqué par la forte direction de Coogler et Lamar, ajoutant : "Je pense que cela va inciter les gens à faire une musique plus pertinente culturellement et à être plus conscients. C'est toujours notre objectif." David Bakula, vice-président de l'analytique de Nielsen Entertainment, a déclaré que l'album était "beaucoup plus qu'une simple sortie musicale. C'est bien plus qu'une simple compilation." Zach Fuller, analyste de MIDiA Research, a ajouté que le succès de l'album pourrait être "indicateur d'un retour à ce modèle [centré sur la bande sonore]... c'est peut-être l'industrie cinématographique qui montre la voie pour préserver l'album comme support artistique". Il a comparé cette tendance possible à la façon dont les films de Bollywood affectent la musique populaire en Inde.

## Liste des titres
| 1.    | Black Panther (interprété par Kendrick Lamar)                                | Kendrick Duckworth, Mark Spears, Kevin Gomringer, Tim Gomringer et Matt Schaeffer                                                    | Kendrick Lamar, Sounwave, Cubeatz, Schaeffer                            | 2:11 |
| 2.    | All the Stars (interprété par Kendrick Lamar et SZA)                         | Duckworth, Spears, Al Shuckburgh, Solána Rowe et Anthony Tiffith                                                                     | Sounwave, Al Shux                                                       | 3:56 |
| 3.    | X (interprété par Schoolboy Q, 2 Chainz et Saudi)                            | Duckworth, Spears, Ramon Ibanga, Quincy Hanley, Tauheed Epps, Anele Mbisha                                                           | Sounwave, Illmind                                                       | 4:27 |
| 4.    | The Ways (interprété par Khalid et Swae Lee)                                 | Duckworth, Spears, Matthew Tavares, Chester Hansen, Leland Whitty, Alexander Sowinski, Khalid Robinson et Khalif Brown               | Sounwave, BadBadNotGood, Lamar                                          | 3:59 |
| 5.    | Opps (interprété par Vince Staples et Yugen Blakrok)                         | Duckworth, Spears, Ludwig Göransson et Vincent Staples                                                                               | Sounwave, Göransson                                                     | 3:01 |
| 6.    | I Am (interprété par Jorja Smith)                                            | Duckworth, Spears, Jorja Smith, Tobias Breuer et Troy Chester                                                                        | Sounwave, Lamar                                                         | 3:29 |
| 7.    | Paramedic! (interprété par SOB X RBE)                                        | Duckworth, Dacoury Natche, Spears, K. Gomringer, T. Gomringer, Juwon Lee, Graham Harris, Wayman Barrow et Jabbar Brown               | DJ Dahi, Sounwave, Cubeatz                                              | 3:39 |
| 8.    | Bloody Waters (interprété par Ab-Soul, Anderson .Paak et James Blake)        | Duckworth, Spears, Robin Braun, Herbert Stevens IV et James Litherland                                                               | Sounwave, Lamar, Robin Hannibal                                         | 4:32 |
| 9.    | King's Dead (interprété par Jay Rock, Kendrick Lamar, Future et James Blake) | Duckworth, Michael Williams II, Travis Walton, Spears, Johnny McKinzie, Nayvadius Wilburn, Litherland, Samuel Gloade et Antwon Hicks | Mike Will Made It, Teddy Walton, Sounwave, 30 Roc, Twon Beatz, AxlFolie | 3:50 |
| 10.   | Redemption Interlude                                                         | Duckworth, Hykeem Carter et Zacari Pacaldo                                                                                           | Carter et Lamar                                                         | 1:25 |
| 11.   | Redemption (interprété par Zacari et Babes Wodumo)                           | Duckworth, Walton, Kurtis McKenzie, Mike Riley, Pacaldo, Bongekile Simelane et Mandla Maphumulo                                      | McKenzie, Walton, Scribz Riley, Aaron Bow                               | 3:42 |
| 12.   | Seasons (interprété par Mozzy, Sjava et Reason)                              | Duckworth, Spears, Adam Feeney, Timothy Patterson, Jabulani Hadebe et Robert Gill                                                    | Sounwave, Lamar, Frank Dukes                                            | 4:02 |
| 13.   | Big Shot (interprété par Kendrick Lamar et Travis Scott)                     | Duckworth, Ronald LaTour, Brock Korsan, K. Gomringer, T. Gomringer, Spears et Jacques Webster                                        | Cardo, Cubeatz, Sounwave                                                | 3:42 |
| 14.   | Pray for Me (interprété par The Weeknd et Kendrick Lamar)                    | Abel Tesfaye, Duckworth, Feeney et Martin McKinney                                                                                   | Frank Dukes, Doc McKinney                                               | 3:31 |
| 49:19 |                                                                              | |                                                                         |      |

Notes
Kendrick Lamar contribue au chant sur tous les titres, y compris ceux sur lesquels il n'est pas crédité.
Redemption contient des voix non créditées de Mampintsha.
Big Shot contient une interpolation inédite de New Freezer de Rich the Kid avec Kendrick Lamar.

## Classements hebdomadaires
| Classement (2018)                            | Meilleure place |
| -------------------------------------------- | --------------- |
| Allemagne (Media Control AG)                 | 12              |
| Australie (ARIA)                             | 2               |
| Autriche (Ö3 Austria Top 40)                 | 13              |
| Belgique (Flandre Ultratop)                  | 8               |
| Belgique (Wallonie Ultratop)                 | 35              |
| Canada (Canadian Albums Chart)               | 1               |
| Danemark (Tracklisten)                       | 1               |
| États-Unis (Billboard 200)                   | 1               |
| États-Unis (Top R&B/Hip-Hop Albums)          | 1               |
| Finlande (Suomen virallinen lista)           | 2               |
| France (SNEP)                                | 18              |
| Norvège (VG-lista)                           | 1               |
| Nouvelle-Zélande (RIANZ)                     | 2               |
| Pays-Bas (Mega Album Top 100)                | 2               |
| Royaume-Uni (OCC Compilations Chart Top 100) | 9               |
| Suisse (Schweizer Hitparade)                 | 7               |

## Certifications
| Pays                    | Certification | Unités certifiées |
| ----------------------- | ------------- | ----------------- |
| Australie (ARIA)        | Or            | 35 000            |
| Danemark (IFPI)         | Platine       | 20 000            |
| États-Unis (RIAA)       | Platine       | 1 000 000         |
| France (SNEP)           | Or            | 50 000            |
| Nouvelle-Zélande (RMNZ) | Platine       | 15 000            |